# 6747 Ozegahara
6747 Ozegahara este un asteroid din centura principală de asteroizi.

## Descriere
6747 Ozegahara este un asteroid din centura principală de asteroizi. A fost descoperit pe 20 octombrie 1995 la Oizumi de Takao Kobayashi. El prezintă o orbită caracterizată de o semiaxă mare de 2,97 ua, o excentricitate de 0,14 și o înclinație de 4,0° în raport cu ecliptica.